# Son fils avait raison

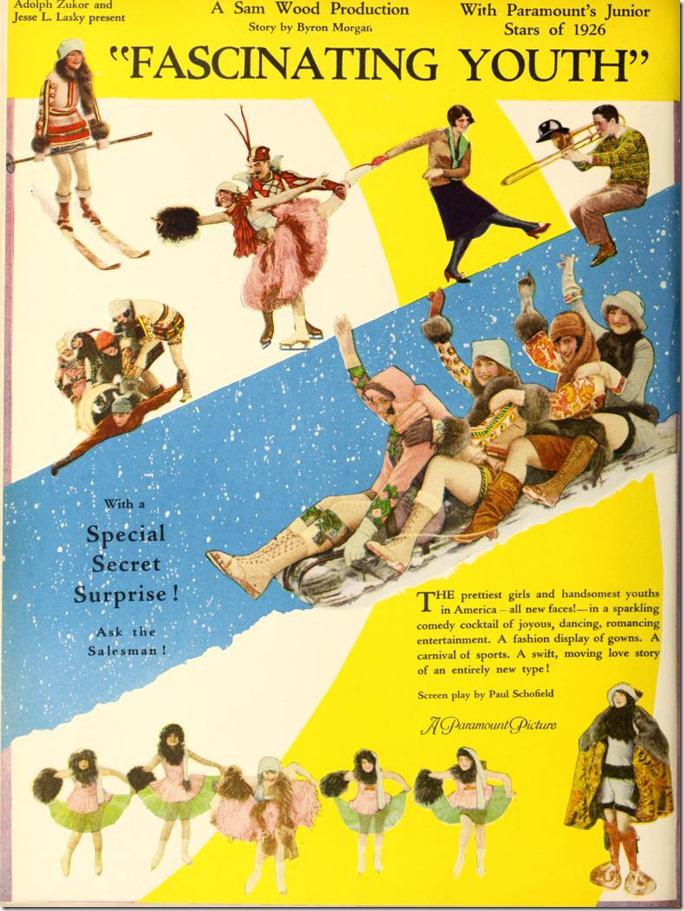
Affiche du film

Son fils avait raison (Fascinating Youth) est un film américain réalisé par Sam Wood, sorti en 1926. De nombreux acteurs en contrat avec la Paramount y font une apparition.

## Synopsis
Teddy Ward, fils d'un riche hôtelier, tombe amoureux de Jeanne King, une artiste de Greenwich Village, mais son père préférerait qu'il se marie avec Loris Lane, une fille de la bonne société. Il le laisse cependant épouser la fille de son choix, à condition qu'il réussisse à relancer les affaires de la station de montagne. Avec l'aide de ses amis, Teddy lance un coup publicitaire, mais le plan est refusé par son père; puis, en désespoir de cause, il invite un groupe de stars de cinéma à l'hôtel.

## Fiche technique
- Titre : Son fils avait raison
- Titre original : Fascinating Youth
- Réalisation : Sam Wood
- Scénario : Paul Schofield d'après une histoire de Byron Morgan
- Producteurs : Adolph Zukor, Jesse L. Lasky
- Photographie : Leo Tover
- Distributeur : Paramount Pictures (Famous Players-Lasky Corporation)
- Genre : Drame[2]
- Durée : 70 minutes (7 bobines)[3]
- Dates de sortie :
  - États-Unis : 17 mars 1926 (première)
  - États-Unis : 23 août 1926

## Distribution
- Charles « Buddy » Rogers : Teddy Ward
- Ivy Harris : Jeanne King
- Jack Luden : Ross Page
- Walter Goss : Randy Furness
- Claude Buchanan : Bobby Stearns
- Mona Palma : Dotty Sinclair
- Thelma Todd : Lorraine Lane
- Josephine Dunn : Loris Lane
- Thelda Kenvin : Betty Kent
- Jeanne Morgan : Mae Oliver
- Dorothy Nourse : Mary Arnold
- Irving Hartley : Johnnie
- Gregory Blackton : Frederick Maine
- Robert Andrews : Duke Slade
- Charles Brokaw : Gregory
- Iris Gray : Sally Lee
- Ralph Lewis : John Ward
- Harry Sweet : shériff
- William Black : shériff
- Richard Dix : lui-même
- Adolphe Menjou : lui-même
- Clara Bow : elle-même
- Lois Wilson : elle-même
- Percy Marmont : lui-même
- Chester Conklin : lui-même
- Thomas Meighan : lui-même
- Lila Lee : elle-même
- Lewis Milestone : lui-même
- Malcolm St. Clair : lui-même